# エルビスマル・ロドリゲス
エルビスマル・ニカノール・ロドリゲス・ルイス（Elvismar Nicanor Rodriguez Ruiz 1997年2月14日- ）はベネズエラのボリバル州シウダーグアヤナ出身の柔道家。階級は70kg級。身長178cm。別表記エルビスマー・ロドリゲス。

## 人物
2013年には南米選手権70kg級で優勝するが、世界カデでは5位に終わった。2014年の ユースオリンピックで3位となるが、世界ジュニアでは7位だった。2016年からはIJFがハンガリーに設けたトレーニングセンターで稽古を積むようになると、パンナム選手権とグランドスラム・バクーで3位、グランプリ・ブダペストではベネズエラの選手として初となるIJFワールド柔道ツアーでの優勝を飾るまでになった。しかし、リオデジャネイロオリンピックでは初戦でアンゴラのアントニア・モレイラに敗れた。その後、グランドスラム・東京やグランドスラム・パリ、グランドスラム・バクーなどグランドスラム大会でコンスタントに3位以内に入る活躍を示した。また、2017年3月からはベネズエラ柔道連盟が問題を引き起こしたためにIJFの名の下で国際大会に出場するようになった。5月29日付けの世界ランキングでベネズエラ出身の選手として初めて1位になった。しかし、8月の世界選手権では初戦で北朝鮮のクォン・スンヨンに技ありで敗れた。9月には東海大学へ留学することになった。柔道部に入部。2018年4月のパンナム選手権では2位だった。6月には全日本学生優勝大会に出場すると、2勝1分でチームは5位となった。全日本学生体重別団体では2位となった。2019年の全日本学生優勝大会ではチームの12年ぶりの優勝に貢献した。パンアメリカン競技大会でも優勝した。2021年7月に日本武道館で開催された東京オリンピックでは初戦で敗れた。2022年からパンアメリカン・オセアニア選手権を2連覇した。2024年のパリオリンピックにはドーピング検査に伴う居場所情報関連義務に違反したため出場できなかった。
IJF世界ランキングは2544ポイント獲得で20位(24/7/22現在)。

## 主な戦績
- 2013年 - 南米選手権　優勝
- 2013年 - パンナムジュニア　優勝
- 2013年 - 南米ジュニア選手権　優勝
- 2013年 - 世界カデ　5位
- 2013年 - ボリビアン・ゲームズ　3位
- 2014年 - ユースオリンピック　3位
- 2014年 - 中央アメリカ・カリブ海競技大会　3位
- 2014年 - 世界ジュニア　7位
- 2016年 - グランプリ・サムスン　3位
- 2016年 - パンナム選手権　3位
- 2016年 - グランドスラム・バクー　3位
- 2016年 - グランプリ・ブダペスト　優勝
- 2016年 - グランドスラム・チュメニ　3位
- 2016年 - グランドスラム・東京　3位
- 2017年 - グランドスラム・パリ　3位
- 2017年 - グランドスラム・バクー　2位
- 2017年 - グランプリ・カンクン　3位
- 2018年 -　パンナム選手権　2位
- 2018年 -　全日本学生優勝大会　5位
- 2018年 -　全日本学生体重別団体 2位
- 2018年 - グランプリ・タシュケント　3位
- 2019年 - グランプリ・アンタルヤ　3位
- 2019年 - パンナム選手権　3位
- 2019年 -　全日本学生優勝大会　優勝
- 2019年 - パンアメリカン競技大会　優勝
- 2019年 - グランプリ・タシュケント　3位
- 2019年 -　グランドスラム・アブダビ　3位
- 2019年 -　グランドスラム・大阪　5位
- 2020年 - パンナム選手権　3位
- 2021年 -　グランドスラム・タシケント　3位
- 2021年 -　グランドスラム・アンタルヤ　3位
- 2022年 -　パンアメリカン・オセアニア選手権　優勝
- 2022年 -　グランプリ・ザグレブ 3位
- 2022年 -　グランドスラム・バクー　3位
- 2023年 -　グランプリ・アルマダ　2位
- 2023年 -　世界選手権　5位
- 2023年 - パンアメリカン・オセアニア選手権　優勝
- 2023年 - パンアメリカン競技大会 3位

(出典、JudoInside.com)